# 武漢足球倶楽部
武漢長江足球倶楽部（漢音読み：ぶかん-そっきゅうくらぶ、中国語: 武汉长江足球俱乐部）は、中華人民共和国の湖北省武漢市をホームタウンとしていたプロサッカークラブ。

## 歴史
- 2008年10月 - 湖北省には元々武漢光谷がリーグに参加していたが、中国サッカー協会から中国サッカー・スーパーリーグ脱退に対して処罰が下り、チームが消失した。これを受け、武漢光谷に所属していた選手の大部分は他のクラブに移籍した。湖北省体育局は湖北省のサッカーの火を絶やさないために、武漢市のU-19代表チームをベースにして新たなプロサッカークラブを作ることを決意。
- 2009年 - 2月に新たなサッカークラブの名称が湖北緑茵足球倶楽部に決まり、乙級リーグより活動をはじめる[1]。リーグでは南区で優勝、昇格プレーオフでも2位に入り甲級リーグへの昇格を決める。
- 2010、2011年 - 武漢中博置業集団と湖北東方国際旅行社が共同で2300万元を出資[2]し、クラブ名が2010年は湖北東方国旅足球倶楽部、2011年は湖北武漢中博足球倶楽部となる。
- 2011年12月 - 亨達睿投資管理有限公司が新たなスポンサーとして名乗りを上げるが、契約の際に先行して支払う必要がある600万元の支払いが出来ず、スポンサー契約を断念する[3]。その1日後、武漢卓爾発展控股有限公司がスポンサーに名乗りを上げ、無事契約を締結する[4]。これにより、クラブ名が武漢卓爾足球倶楽部となる。
- 2012年 - 10月6日、リーグ2位以内を確定させ、2013のスーパーリーグ昇格を決めた[5]。
- 2023年 - 1月25日、解散が発表された[6]。

## 獲得タイトル

### 国内タイトル
- 中国サッカー・甲級リーグ：1回
  - 2018

## 過去の成績
| シーズン | ディビジョン | ディビジョン | ディビジョン | ディビジョン | ディビジョン | ディビジョン | ディビジョン | ディビジョン | ディビジョン | ディビジョン | カップ    |
| シーズン | リーグ       | 試           | 勝           | 分           | 敗           | 得           | 失           | 差           | 点           | 順位         | カップ    |
| -------- | ------------ | ------------ | ------------ | ------------ | ------------ | ------------ | ------------ | ------------ | ------------ | ------------ | --------- |
| 2009     | 乙級リーグ   | 13           | 8            | 5            | 0            | 16           | 2            | +14          | 24           | 2位          | -         |
| 2010     | 甲級リーグ   | 24           | 10           | 7            | 7            | 30           | 24           | +6           | 37           | 5位          | -         |
| 2011     | 甲級リーグ   | 26           | 8            | 9            | 9            | 26           | 28           | −2           | 33           | 7位          | 1回戦敗退 |
| 2012     | 甲級リーグ   | 30           | 16           | 6            | 8            | 40           | 29           | +11          | 54           | 2位          | 2回戦敗退 |
| 2013     | 超級リーグ   | 30           | 3            | 7            | 20           | 24           | 58           | −36          | 16           | 16位         | 3回戦敗退 |
| 2014     | 甲級リーグ   | 30           | 18           | 3            | 9            | 46           | 31           | +15          | 57           | 3位          | 2回戦敗退 |
| 2015     | 甲級リーグ   | 30           | 8            | 12           | 10           | 31           | 30           | +1           | 36           | 10位         | 2回戦敗退 |
| 2016     | 甲級リーグ   | 30           | 12           | 7            | 11           | 31           | 33           | −2           | 43           | 6位          | 2回戦敗退 |
| 2017     | 甲級リーグ   | 30           | 13           | 8            | 9            | 47           | 40           | +7           | 47           | 5位          | 2回戦敗退 |
| 2018     | 甲級リーグ   | 30           | 18           | 9            | 3            | 60           | 25           | +35          | 63           | 1位          | 4回戦敗退 |
| 2019     | 超級リーグ   | 30           | 12           | 8            | 10           | 41           | 41           | 0            | 44           | 6位          | 4回戦敗退 |
| 2020     | 超級リーグ   | 20           | 7            | 4            | 9            | 22           | 22           | 0            | 25           | 15位         | N/A       |
| 2021     | 超級リーグ   | 22           | 3            | 11           | 8            | 23           | 30           | -7           | 20           | 14位         | 8强戦敗退 |
| 2022     | 超級リーグ   | 34           | 8            | 4            | 22           | 34           | 71           | -37          | 19 2         | 16位         | 2回戦敗退 |

- 2020シーズンは新型コロナウイルス感染拡大の影響により、8チームずつ2つのグループに分かれて予選を行い、各グループ上位4チーム計8チームが優勝を争う決勝トーナメントに、下位4チーム計8チームが残留を争うプレーオフに進む形で開催された。残留プレーオフの結果武漢は15位となったが、このシーズンに限り降格枠が1のため、超級リーグ残留となった。
- ^2 2022年11月5日に給与未払いにより3ポイントが差し引かれ、2022年11月23日に給与未払いにより6ポイントが差し引かれた。

## 歴代監督
- リュビサ・トゥンバコビッチ 2014-2015
- ドラセン・ベセク 2014-2015
- 郑雄 2014-2015
- チロ・フェラーラ 2016-2017
- 唐尧东 2017
- 陈洋 2017
- 李鉄 2017-2020
- ホセ・マヌエル・ゴンサレス・ロペス 2020-

## 歴代所属選手
- アジエル 2012-2013
- セサル・バロジェス 2012
- 趙源熙 2013
- ガラ・デンベレ 2013
- ジャック・ファティ 2013-2014
- 王軍輝 2016
- 張耀坤 2017-2018
- マルセロ・マルティンス・モレノ 2017-2018
- ジャン・エヴラール・クアシ 2017-2021
- ラファエル・シルバ 2018-2022
- ペドロ・ジュニオール 2018
- アンデルソン・ロペス 2021